# استاد عروسک‌گردان
«استاد عروسک گردان» (انگلیسی: The Puppetmaster (film))فیلمی در ژانر زندگینامه‌ای به کارگردانی هو شیائو-شین است که در سال ۱۹۹۳ منتشر شد.

این فیلم برنده جایزه هیئت داوران در جشنواره فیلم کن ۱۹۹۳ و جایزه فیپرشی جشنواره بین‌المللی فیلم استانبول شد.

## بازیگران
- لیم گیونگ
- لی تاین-لو